# Toimii
Toimii är en finländsk nymusikensemble från Helsingfors.
Toimii är ett musikaliskt experimentlaboratorium, vars medlemmar (tonsättare och musiker) samlas till några dagars brainstorming med sikte på framträdanden, där improvisationen inte sällan spelar en framträdande roll. Ensemblen grundades 1980 av Otto Romanowski (keyboards, elektronik), Magnus Lindberg (piano), Esa-Pekka Salonen (valthorn), Anssi Karttunen (cello) och Lassi Erkkilä (slagverk); utökades senare med Kari Kriikku (klarinett), Juhani Liimatainen (elektronik), Riku Niemi (slagverk) och Timo Korhonen (gitarr). Toimii medverkade som solistgrupp vid uruppförandet av Magnus Lindbergs Kraft 1985. Även samarbete med "utommusikaliska" förmågor. Verksamheten har legat i träda sedan 2002.